# Mie prefektur
Mie prefektur (三重県; Mie-ken) är en japansk prefektur i Kansairegionen på ön Honshu i Japan. Residensstaden är Tsu. Tillsammans med Gifu prefektur, Shizuoka prefektur och Aichi prefektur tillhör Mie området Tōkai.

## Administrativ indelning
Prefekturen var år 2016 indelad i fjorton städer (-shi) och femton kommuner (-chō).
Kommunerna grupperas i sju distrikt (-gun). Distrikten har ingen administrativ funktion utan fungerar i huvudsak som postadressområden.
Städer:
- Iga, Inabe, Ise, Kameyama, Kumano, Kuwana, Matsusaka, Nabari, Owase, Shima, Suzuka, Toba, Tsu, Yokkaichi

Distrikt och kommuner:
| - Inabe distrikt - Tōin - Kitamuro distrikt - Kihoku - Kuwana distrikt - Kisosaki | - Mie distrikt - Asahi - Kawagoe - Komono - Minamimuro distrikt - Kihō - Mihama | - Taki distrikt - Meiwa - Ōdai - Taki - Watarai distrikt - Minamiise - Taiki - Tamaki - Watarai |